# Lluís XIV de França
Lluís XIV (Saint-Germain-en-Laye, 5 de setembre de 1638 – Palau de Versalles, 1 de setembre de 1715) va regnar com a rei de França i rei de Navarra, el tercer de la Casa de Borbó (dins la dinastia Capeta), des del 14 de maig de 1643 fins a la seva mort. També va ostentar els títols de comte de Barcelona (1643-52) com a Lluís II, el de comte de Santa Coloma i baró de Queralt (durant el mateix període) i copríncep d'Andorra. Va heretar la corona amb quatre anys, però no va assumir cap control del govern en persona fins a la mort del seu primer ministre, el Cardenal Mazzarino, el 1661.
Lluís XIV va adquirir el sobrenom de Rei Sol (Le Roi Soleil en francès) arran de la seua actuació en el Ballet de la Nuit (estrenat el 23 de febrer de 1653), als catorze anys, on, entre altres personatges, encarnava el déu Apol·lo, en al·legoria del sol llevant. El seu carisma, com el seu entusiasme i admiració cap al ballet, el van caracteritzar. Un altre renom que tingué és Lluís el Gran (en francès Louis le Grand), perquè regnà a França durant setanta-dos anys: el regnat més llarg de la història dels monarques francesos i de cap monarca d'un altre país europeu "major". Lluís tractà d'incrementar el poder francès a Europa, fent entrar el país en quatre grans guerres: la Guerra de Devolució, la Guerra francoholandesa, la Guerra dels Nou Anys i la Guerra de Successió Espanyola. Va treballar amb èxit per tal de crear un estat centralitzat i absolutista; molts historiadors sovint el citen com a exemple del despotisme il·lustrat.
Lluís XIV va esdevenir l'arquetip de monarca absolutista. Se li atribueix la frase "L'État, c'est moi" ("L'Estat soc jo"), tot i que els historiadors consideren que es tracta d'un mite, i que és més probable que la frase li hagi estat atribuïda pels seus oponents polítics com una forma de palesar l'estereotip de l'absolutisme que representava. Ben al contrari el Duc de Saint-Simon testimonia el que Lluís XIV va dir al seu llit de mort: "Je m'en vais, mais l'État demeurera toujours" ("Jo me'n vaig, però l'Estat romandrà sempre").

## Infantesa i joventut
El seu naixement a Saint-Germain-en-Laye el 1638, els seus pares, Lluís XIII de França i de la infanta Anna d'Àustria, que havien estat sense fills durant vint-i-tres anys, el van considerar un regal diví (històricament, aquest fet ha sembrat de dubtes la legitimitat de la paternitat de Lluís XIII). El van batejar "Louis-Dieudonné" (Lluís el Déu-donat), i va rebre els títols Premier fils de France ("Primer Fill de França") i el més tradicional de Delfí de Viennois.
Lluís XIII i Anna van tenir un segon fill, Felip d'Orleans, el 1640. Lluís XIII no es refiava de la seva dona i va mirar d'evitar que guanyés poder quan ell morís. Tot i això, quan Lluís XIII va morir, un nen de quatre anys anomenat Lluís XIV va pujar al tron el 14 de maig de 1643, i Anna esdevingué regent. Va cedir tot el poder al seu primer ministre, l'italià Cardenal Mazzarino, a qui la major part dels cercles polítics francesos menyspreaven, en part pel fet que no era francès.
Al mateix temps que la Guerra dels Trenta Anys acabava el 1648, s'inicià una guerra civil francesa, coneguda com la Fronde. El Cardenal Mazzarino va continuar amb la centralització de polítiques iniciada pel seu antecessor, el Cardenal Richelieu. Va intentar augmentar el poder de la Corona a expenses de la noblesa. El 1648, va imposar una taxa als membres del parlament, format principalment per la noblesa i l'alt clergat. Aquests, no només van refusar de pagar-lo, sinó que van declarar nuls tots els anteriors edictes financers del Cardenal Mazzarino. Quan el Cardenal va fer empresonar els membres del Parlament, París es va revoltar. Lluís i la seva cort van haver de fugir de la ciutat. Poc després, la signatura de la Pau de Westfàlia el 1648, va permetre a l'exèrcit francès, sota les ordres de Lluís de Borbó-Condé, retornar en ajut de Lluís i la Cort Reial. El gener de 1649, el Príncep de Condé va assetjar París. La posterior Pau de Rueil va cloure el conflicte temporalment.

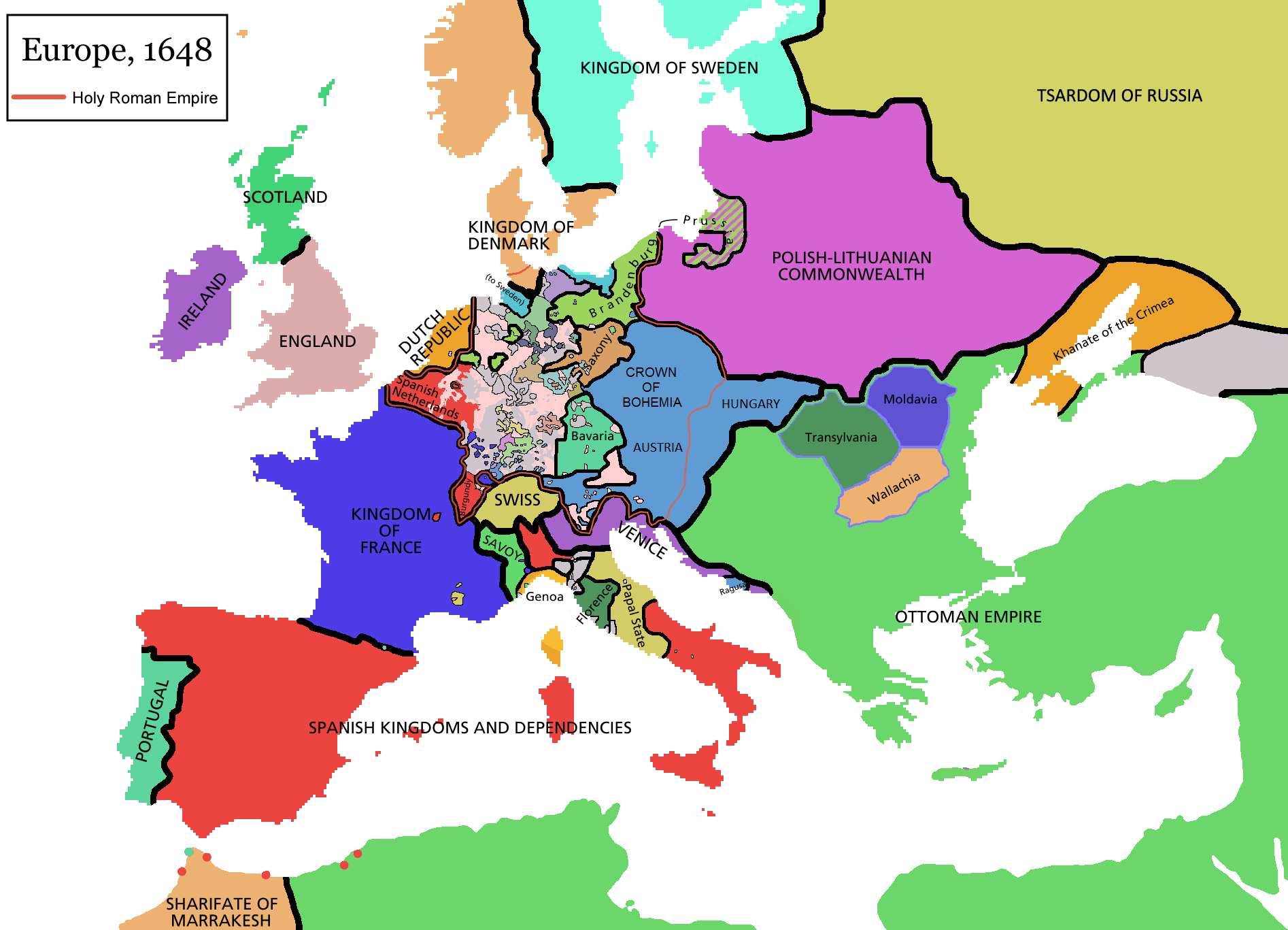
Europa després de la Pau de Westfàlia, any 1648

Més enllà de la Pau de Westfàlia, França havia continuat la guerra contra la Monarquia Hispànica. Els francesos van rebre ajut d'Anglaterra, llavors governada pel dictador Oliver Cromwell. L'aliança anglofrancesa esdevingué victoriosa el 1658 a la Batalla de les Dunes que li va permetre prendre Dunkerque, on va caure greument malalt. El posterior Tractat dels Pirineus (1659) va fixar la frontera entre les dues monarquies als Pirineus. D'ençà d'aleshores, Catalunya resta dividida en Catalunya del Nord (Estat francès) i Catalunya del Sud (Estat espanyol). Pel mateix tractat, Lluís XIV adquiria el compromís de contraure matrimoni amb la filla de Felip IV de Castella (Felip III a Catalunya), Maria Teresa d'Àustria (Marie Thérèse), tot i que Lluís XIV i Maria Teresa d'Àustria eren cosins per partida doble, atès que ambdós tenien els mateixos quatre avis: Enric IV de França i Maria de Mèdici, i Felip III de Castella i Margarida d'Àustria. El casament es va dur a terme el 1660 a l'església de Saint Jean-Baptiste de Donibane Lohizune, al País Basc. També sota els acords del tractat, Maria va renunciar a tots els seus drets sobre la Monarquia Hispànica. L'enorme quantitat de 50.000 escuts d'or en concepte de dot -acordats al tractat- no van ser pagats mai del tot per Felip IV.

## Primers anys de regnat

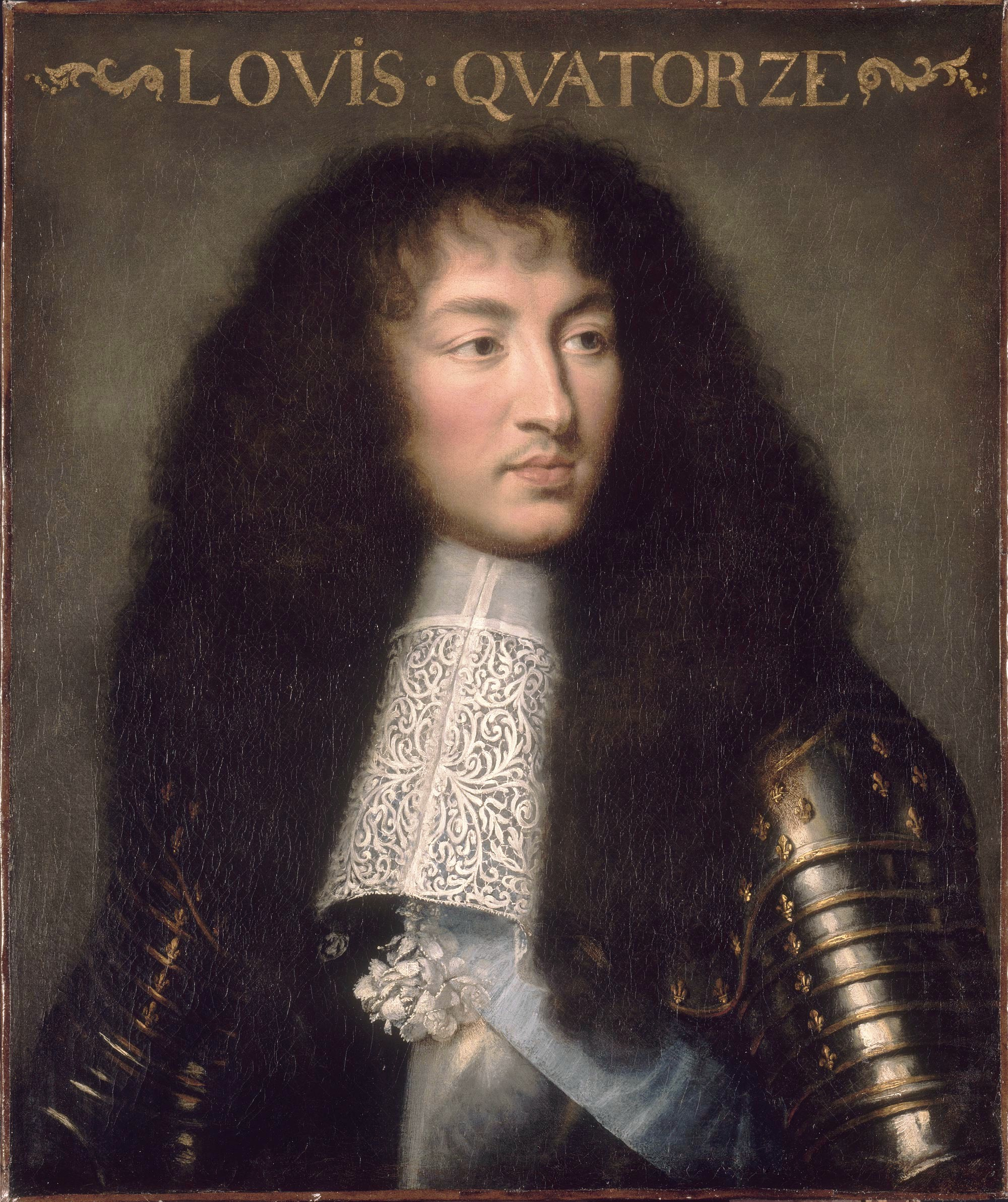
El jove Rei, vencedor de guerres i de cors, pintat per Charles Le Brun

Oficialment, la regència de la mare de Lluís va finalitzar quan ell va complir els tretze anys el 1651. Lluís XIV va continuar permetent que el Cardinal Mazzarino controlés els afers d'estat. Quan aquest morí el 1661, els cercles polítics esperaven el seu relleu per Nicolas Fouquet, marquès de Belle-Isle, el Ministre de Finances. Tanmateix, Fouquet va ésser cessat i empresonat a causa del fracàs en la gestió de les finances nacionals. Lluís va anunciar que no nomenaria cap primer ministre més, i que seria ell qui governaria el regne. Els seus consellers de confiança, els membres del conseil d'en haut (Alt Consell), incloïen els ministres més influents: Jean-Baptiste Colbert (d'interior), Hugues de Lionne (d'afers estrangers), i François Michel Le Tellier, marquès de Louvois (de la guerra). El rei va excloure l'alta noblesa del consell, cosa que va fer que el cronista de l'aristocràcia Louis de Rouvroy, duc de Saint-Simon, es referís al regne com el "regne dels burgesos de baixa estirp."
El tresor francès estava en fallida quan Lluís XIV va assumir el poder el 1661. El rei va resultar ser un malgastador extravagant, fent donacions d'elevades sumes de diners per tal de finançar la cort reial. Va ésser un mecenes de les arts, finançant figures literàries i culturals com Molière, Charles Le Brun, i Jean Baptiste Lully. També va posar l'Acadèmia Francesa sota el seu control, i esdevingué el seu "Protector". Va gastar diners millorant el Museu del Louvre.
Jean-Baptiste Colbert va ser nomenat interventor general el 1665. Va reduir el deute nacional amb una més eficaç política d'impostos. La nova política d'impostos va incloure les aides, les duanes, la gabelle, i la taille. Les aides i duanes eren drets de duana, la gabelle un impost sobre la sal, i la taille un impost sobre les terres. Colbert, tanmateix, no va abolir l'exempció d'impostos reclamada per la noblesa i el clergat. Va perfeccionar els mètodes de recaptació d'impostos de l'època. Jean-Baptiste Colbert també tenia plans per millorar el comerç francès. La seva administració va ordenar noves indústries i encoratjà empresaris i inventors. També va millorar la Marina, tant al mar com als canals navegables de França. Figura com un dels pares de l'escola de pensament sobre comerç coneguda com a mercantilisme; de fet, a França el mercantilisme és conegut com a colbertisme.
Lluís XIV va ordenar la construcció del complex conegut com a Hôtel des Invalides, que feia de llar als oficials que havien servit amb lleialtat a l'exèrcit i que, per edat o per ferides de guerra, restaven incapacitats. Lluís va considerar la creació d'aquesta institució una de les fites més importants del seu regnat.

## Guerra als Països Baixos
Després que el sogre de Lluís, Felip IV de Castella i III de Catalunya-Aragó, morís el 1665, el seu fill (de la seva segona dona), un noi malaltís i amb cert retard mental, esdevingué Carles II d'Espanya. Lluís reclamà que Brabant, un territori de la Monarquia Hispànica als Països Baixos, havia de ser tornat a la seva muller, Maria Teresa, mig germana de Carles II d'Espanya. Lluís va argumentar legalment que el costum a Brabant requeria que un fill no patís el que s'esdevingués de les segones noces del seu pare. Ell mateix en persona participà en les batalles de la consegüent Guerra de Devolució, que esclatà el 1667.

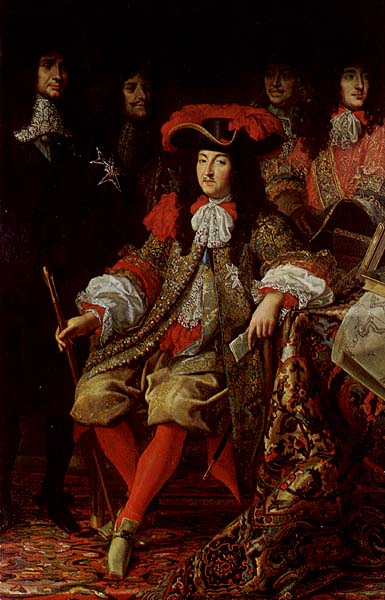
Lluís XIV
Rei de França i Navarra
per Charles Le Brun (1666)

Fruit de la guerra amb Anglaterra, les Províncies Unides signaren el tractat de Breda i s'uniren a la Triple Aliança, amb Anglaterra i Suècia, el 1668. Lluís se sentí traït pels holandesos, que havien estat aliats durant un segle. Problemes interns a les Províncies Unides ajudaren els designis de Lluís sobre els Països Baixos. Johan de Witt tingué por que el país caigués sota el poder de Guillem III d'Anglaterra i va creure que es podia permetre una guerra naval amb França, però sabia que una guerra a terra hauria permès intervenir l'exèrcit de Guillem III. França conquerí fàcilment tant Flandes com el Franc Comtat, però enfrontat amb el poder marítim i comercial d'Anglaterra i les Províncies Unides, Lluís acceptà la pau. Pel Tractat d'Aquisgrà (1668), França retenia Flandes, però cedia el Franc Comtat a Espanya.
La triple Aliança no durà gaire. El 1670, Carles II d'Anglaterra va signar en secret el Tractat de Dover, entrant en coalició amb França. Les dues monarquies van declarar la guerra a les Províncies Unides el 1672. Aquesta agressió va forçar la rendició de Johan de Witt i va permetre a Guillem III, Príncep d'Orange, prendre el poder. Guillem III s'alià amb Espanya, forçant la retirada d'Anglaterra el 1674. Guillem fins i tot es va casar amb Maria II d'Anglaterra, la neboda de Carles II d'Anglaterra. La pau s'accelerà, i es va signar el 1678 el Tractat de Nimega. Lluís va guanyar més territoris als Països Baixos, i de nou el Franc Comtat.
El Tractat de Nimega va incrementar encara més la influència de França a Europa, però no va satisfer Lluís XIV. Va fer fora el Ministre d'Afers Exteriors, Simon Arnaud, Marquès de Pomponne, el 1679. Va seguir fent un bon ús del seu exèrcit, però va guanyar més territoris en processos judicials que no pas en militars. Lluís reclamava que els territoris que li eren cedits als tractats, havien de ser cedits conjuntament amb totes les seves dependències i terres que haguessin pertangut a aquells territoris anteriorment, encara que se n'haguessin separat al llarg dels anys. Les "Corts d'Unificació" eren designades per establir quins territoris pertanyien a França, i les tropes franceses els ocupaven posteriorment. L'annexió d'aquests territoris menors, tanmateix, no era l'objectiu principal. El que Lluís volia era obtenir Estrasburg, un important lloc avançat (militarment parlant). Estrasburg era una part de l'Alsàcia que no havia estat cedida amb la resta de l'Alsàcia a la Pau de Westfàlia. Finalment va ser ocupada pels francesos el 1681 sota un nou pretext legal.

## El zenit del poder
La influència del monarca va incrementar-se notablement a primers de la dècada del 1680. Les colònies franceses creixien en nombre i mida arreu del món. Lluís s'estava rumiant de potenciar el gal·licanisme, una doctrina que limitava l'autoritat del papa a França. Més enllà, Lluís començà a fer minvar el poder de la noblesa i el clergat. Va aconseguir un immens control sobre la noblesa només pel fet de "recloure'ls" al Palau de Versalles, exigint-los que passessin la major part de l'any sota el seu "control visual" en lloc de romandre a les seves respectives terres. Entretenia els seus "visitants permanents" amb festes extravagants i d'altres distraccions, que van ser factors significatius que contribuïren al seu domini absolutista.

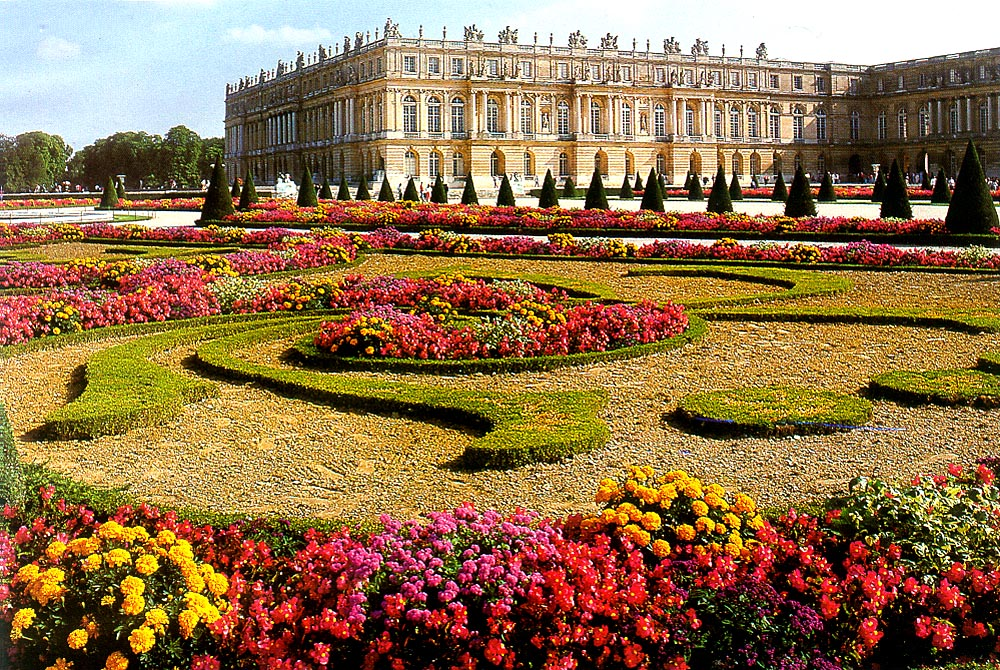
Palau de Versalles i jardins

Seguint el seu objectiu, Lluís va intentar incrementar el seu poder sobre l'Església. Va convocar una assemblea de clergues el novembre de 1681. Abans de ser dissolta el juny de 1682, es va promulgar la Declaració del Clergat de França. El poder del rei de França es va veure incrementat, i el del Papat reduït. El Papa no estava legitimat per enviar cap legat papal a França sense consentiment del rei. A més, aquests legats havien de ser autoritzats formalment abans de poder exercir el seu poder. Els bisbes no podien deixar França sense l'aprovació reial. Cap funcionari podia ser excomunicat per actes comesos en el compliment dels seus deures. El Rei tenia poder de promulgar lleis eclesiàstiques, i totes les lleis emeses pel Papa serien considerades invàlides sense el vistiplau del monarca. La Declaració no va ser acceptada pel Papa.
També va mirar de reduir el poder de la noblesa, continuant el treball dels cardenals Richelieu i Mazzarino. Creia que el seu poder perduraria només si omplia les oficines d'alts executius amb plebeus, donat que si n'acomiadava a un d'ells, les repercussions serien nul·les entre la noblesa. Així forçà els nobles a servir-lo com a cortesans, mentre anomenava plebeus com a ministres i governadors regionals. Com a cortesans, els nobles encara esdevingueren més febles. Va convertir el Palau de Versalles, prop de París, en un sumptuós palau reial, i s'hi instal·là definitivament amb la seva cort el 6 de maig de 1682.

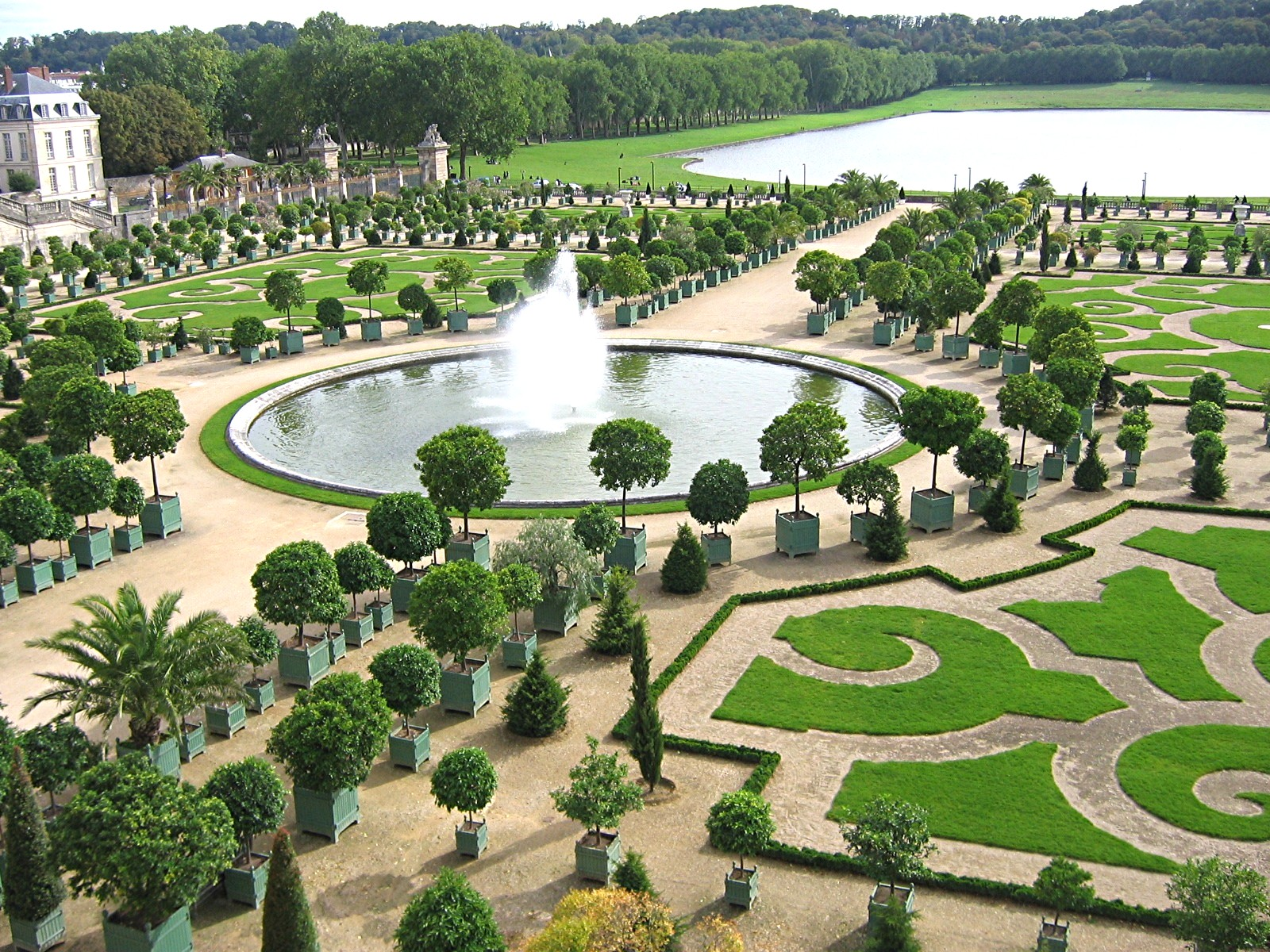
Versalles, l'Orangerie

La vida a la cort restà centrada en la grandesa; els cortesans havien de mostrar el luxe en estat pur, vestir amb magnificència i assistir constantment a balls, sopars, representacions i celebracions. Molts nobles hagueren de triar entre perdre tot poder i influència, o passar a dependre completament dels ajuts i subsidis del rei. En lloc d'exercir el poder, els nobles competien per l'honor de sopar a la taula del rei o el privilegi d'acompanyar-lo i fer de portadors de l'espelma quan el rei es retirava a dormir. Lluís tenia diversos motius per construir Versalles. El principal: no li agradava París. Durant la revolta de La Fronda, instigada per part de la noblesa, uns insurgents van capturar el jove Lluís i el retingueren com a ostatge. Va decidir construir una residència fora de París per tal d'observar en la seguretat de la distància tot el que passava al país. Versalles també va servir com a enlluernador escenari d'afers d'estat i recepcions de dirigents estrangers. El ministre més important de Lluís XIV, Jean-Baptiste Colbert, va morir el 1683. Colbert va ser decisiu per a la bona salut de les arques reials, els ingressos reials es van triplicar sota el seu mandat. El poble, en canvi, va romandre pobre en general, i no va notar gairebé mai els beneficis de la gestió de Colbert.
El 1685, Lluís era al zenit del poder. Un dels caps d'estat rivals, el del Sacre Imperi Romanogermànic, va quedar lligat de peus i mans batallant contra l'Imperi Otomà a la Guerra de la Santa Lliga. El Gran Visir Otomà era a les portes de Viena, però en el darrer moment Joan III Sobieski va conduir una coalició d'exèrcits polonesos, alemanys i austríacs cap a la victòria final al Setge de Viena, el 1683. Mentrestant, Lluís XIV va aprofitar l'inici de la guerra per ampliar les fronteres orientals de França a la Guerra de les Reunions, prenent Luxemburg i Estrasburg en el tractat de Ratisbona de 1684. Després de repel·lir l'atac Otomà sobre Viena, l'Emperador Leopold restava de nou operatiu, però mai no va mirar de recuperar els territoris annexionats pel Rei Sol.

## Declivi

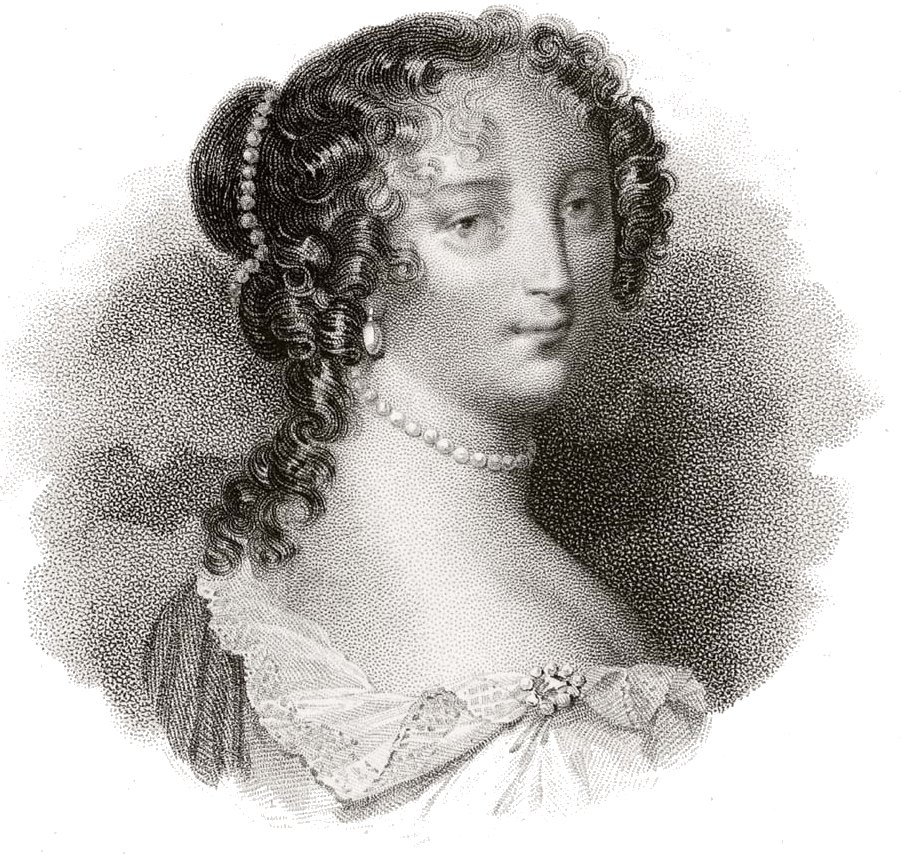
Madame de Maintenon, segona muller de Lluís XIV

La reina Maria Teresa també va morir el 1683. Lluís no li havia estat fidel. Entre les seves amants destaca Françoise-Louise de La Baume Le Blanc, duquessa de La Vallière, i Francesca Atenea de Rochechouart de Mortemart, marquesa de Montespan. En canvi va ser més fidel a la seva segona muller, Françoise d'Aubigné, Marquesa de Maintenon. El matrimoni entre Lluís XIV i Madame de Maintenon, el 1685, va romandre en secret. Madame de Maintenon, de confessió protestant, s'havia convertit al catolicisme. Es creu que va promoure la persecució de protestants i va induir Lluís XIV a revocar l'Edicte de Nantes (1598), que garantia un cert grau de llibertat als Hugonots (membres de l'Església Protestant Reformada). Ell va donar suport al pla, tot creient que, per tal d'assolir el poder absolut, primer havia d'aconseguir una nació uniforme religiosament parlant, reservant aquest paper a la catòlica. La persecució dels Hugonots va començar excloent-los de la funció pública i aquarterant soldats a les seves cases.
L'intent d'aconseguir una França unida religiosament parlant va continuar al març de 1685. L'edicte va afectar les colònies franceses, i va significar l'expulsió de tots els jueus. Tota pràctica pública d'una altra religió que no fos la catòlica esdevingué prohibida. Pel Codi Negre cap persona no podia tenir un esclau a les colònies tret que fos membre de l'Església Catòlica Romana, i els capellans catòlics havien de batejar tots els esclaus.
A l'octubre de 1685, Lluís va proclamar l'Edicte de Fontainebleau, que revocava l'Edicte de Nantes. El nou edicte desterrava del reialme qualsevol ministre protestant que refusés convertir-se al catolicisme. Les institucions i escoles protestants foren clausurades. Els nens nascuts a famílies protestants van ser obligats a ser batejats en la fe catòlica, i els llocs de culte protestants van ésser enderrocats. L'edicte no només impedia als individus d'exercitar o practicar públicament la religió, sinó que fins i tot prohibia el fet de creure en ella. L'Edicte deia que "la llibertat està garantida als protestants […] amb la condició de no practicar aquesta religió ni reunir-se sota el pretext pregar o participar en altres ritus religiosos". Tot i que l'edicte denegava formalment als hugonots el permís per deixar França, uns 200.000 van marxar, enduent-se amb ells les seves habilitats mercantils i comercials. L'edicte resultà econòmicament perjudicial, i Sébastien Le Prestre, Marqués de Vauban, un dels ministres més influents, va condemnar públicament la mesura.
Lluís podria haver actuat contra els hugonots per fomentar l'odi mutu entre catòlics i protestants a Europa, esperant d'aquesta manera evitar les aliances entre nacions de diferent fe. Si realment aquest va ser el seu pla, va fracassar. El 1686, sobirans catòlics i protestants es van unir en la Lliga d'Augsburg, creada per controlar les ambicions de Lluís. La coalició incloïa l'emperador del Sacre Imperi Romanogermànic i sobirans diversos estats alemanys que formaven part de l'Imperi, principalment el Palatinat, Baviera i Brandenburg. Les Províncies Unides, Espanya i Suècia també es van unir la lliga.
Lluís va enviar les seves tropes al Palatinat el 1688. L'exèrcit tenia encomanada la tasca de donar suport a les aspiracions de la germana política de Lluís, Elisabet Carlota del Palatinat, a la corona del Palatinat (la neboda de la Duquesa d'Orleans havia mort el 1685, i la corona, en lloc d'anar a parar a ella, va anar cap a la branca jove Neuburg de la família.) De fet la invasió tenia l'objectiu, tanmateix, d'aplicar pressió diplomàtica per tal de forçar el Palatinat a deixar la Lliga d'Augsburg.
El pla de Lluís va unir als prínceps alemanys al voltant de l'Emperador. Lluís havia pensat que, sota el catòlic Jaume II d'Anglaterra i VII d'Escòcia, Anglaterra restaria neutral. El 1688, però, la Revolució Gloriosa va significar l'abdicació de Jaume II i la coronació de la seva filla, Maria II, que va governar conjuntament amb el seu marit, Guillem III (Guillem d'Orange). Com que Guillem era un vell enemic de Lluís des de la guerra dels Països Baixos, Anglaterra es va unir a la Lliga d'Augsburg, que llavors es convertí en la Gran Aliança.
Les campanyes de la Guerra de la Gran Aliança (1688 - 1697) foren inicialment favorables a França. Les forces de l'Imperi restaren sense efecte, ja que el gruix de les tropes imperials estaven concentrades lluitant contra l'Imperi Otomà. Lluís XIV va ajudar Jaume II en el seu intent de recuperar el tron d'Anglaterra, però sense èxit. Jaume va perdre el seu darrer bastió, Irlanda, el 1690. Anglaterra podia llavors dedicar més tropes i fons a la guerra en el continent. Una flota anglo-holandesa va delmar l'armada francesa a la batalla de La Hogue el 1692. La guerra va continuar durant cinc anys més, i va finalitzar amb el Tractat de Ryswick el 1697. Lluís XIV va cedir Luxemburg i tots els territoris que havia reunit des del final de la guerra amb Holanda el 1679, tot i que va aconseguir retenir Estrasburg. També va haver de reconèixer Guillem III i Maria II com a sobirans d'Anglaterra, i prometre no ajudar mai més Jaume II.

## Successió espanyola

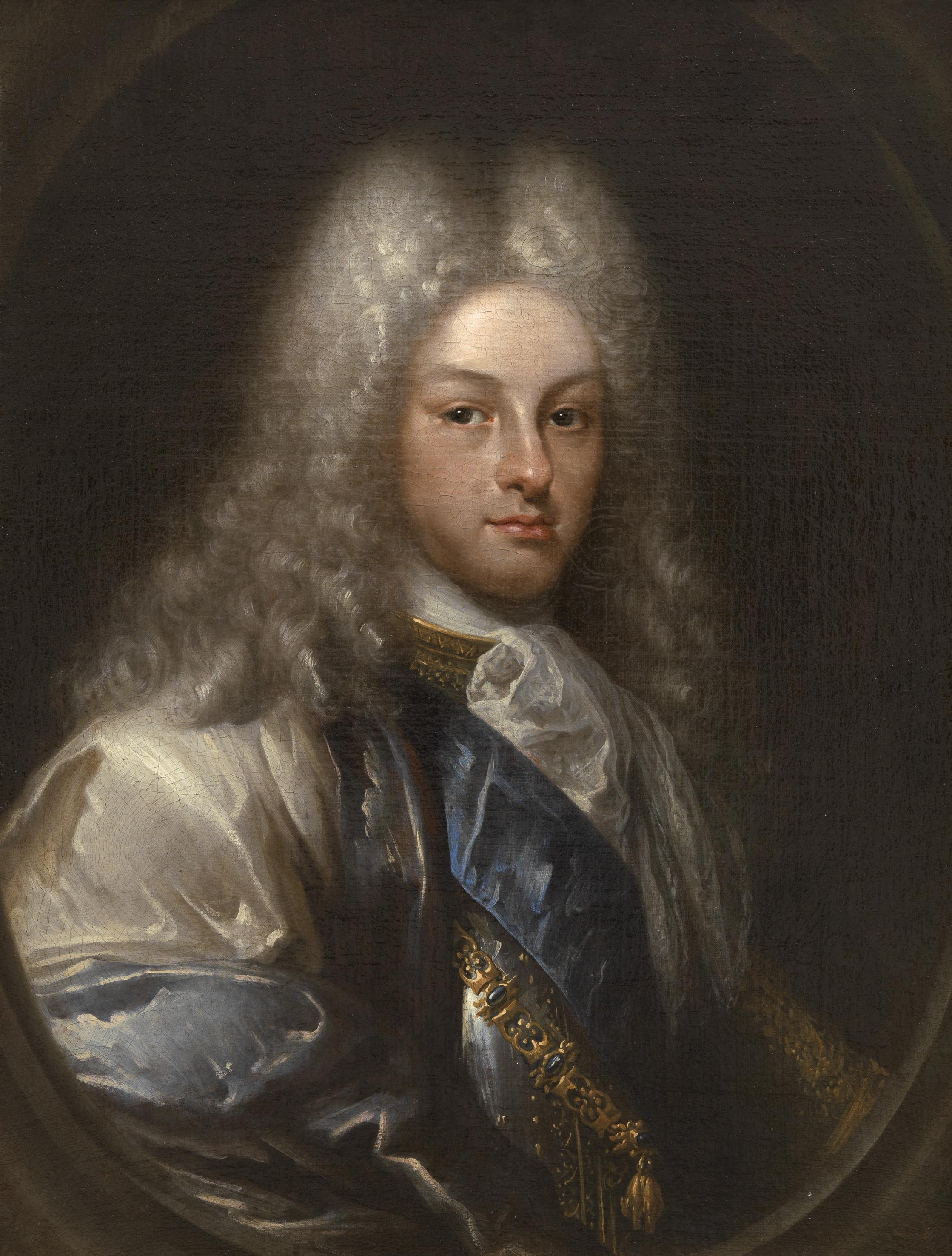
Felip V Rei d'Espanya (~1720) de Miguel Jacinto Meléndez

El gran afer de la successió del tron espanyol va mediatitzar Europa des de la Pau de Ryswick. El rei de la Monarquia Hispànica Carles II d'Espanya, profundament incapacitat, no va engendrar cap hereu. L'herència espanyola oferia un gran premi; no només Espanya, sinó també el Regne de Nàpols, Sicília, Milà, els Països Baixos Espanyols i un vast imperi colonial, amb un total de vint-i-dos reialmes diferents.
França i el Sacre Imperi es disputaven la Corona Espanyola. Lluís XIV i l'Emperador Leopold I tenien forts lligams familiars amb la família reial espanyola. Lluís era el fill de la filla gran de Felip III d'Espanya i marit de la filla gran de Felip IV d'Espanya. Leopold era fill de la germana petita de Felip III i marit de la filla més jove de Felip IV d'Espanya. Els francesos tenien un lleuger avantatge donat que Anna d'Àustria i Maria Teresa d'Àustria tenien el pes de l'antiguitat en els drets successoris.
Moltes potències europees tenien por que tant si França com l'Imperi prenien el control d'Espanya, l'equilibri de poder a Europa es veuria amenaçat. El Rei anglès, Guillem III d'Anglaterra, va proposar un altre candidat, el príncep bavarès Josep Ferran de Baviera. Sota el primer tractat de partició es va acordar que el príncep bavarès heretaria Espanya, amb els territoris d'Itàlia i els Països Baixos a dividir entre França i l'Imperi. Tanmateix, Espanya es va resistir a l'esquarterament dels seus territoris. La cort reial espanyola insistia a mantenir la glòria de l'Imperi Espanyol. Quan Carles II es va assabentar del tractat el 1698, va nomenar Josep Ferran de Baviera com el seu hereu, assignant-li l'herència espanyola sencera.
L'afer va esdevenir més virulent quan el príncep bavarès va morir de verola sis mesos més tard. La cort reial espanyola s'adonà que només podria mantenir el gran Imperi Espanyol unit triant o un membre de la dinastia borbònica francesa o algú de la dinastia imperial dels Habsburg. Carles II va triar al fill jove de l'Emperador Leopold, l'arxiduc Carles d'Àustria. Ignorant aquesta decisió, Lluís XIV i Guillem III van signar un segon tractat, permetent a l'Arxiduc Carles heretar Espanya, els Països Baixos i les colònies espanyoles, mentre que el fill de Lluís XIV, Lluís de França heretaria els territoris d'Itàlia.
El 1700, mentre esperava la mort, inesperadament Carles II va interferir en l'afer. Va tractar d'evitar que Espanya s'unifiqués amb França o l'Imperi. Tots els territoris espanyols havien d'anar a parar al jove fill del Delfí, Felip, Duc d'Anjou. Si el Duc d'Anjou heretava la Corona Francesa, llavors la Corona Espanyola aniria al següent fill del Delfí, Carles de França, i finalment a l'arxiduc Carles d'Àustria.
Llavors Lluís XIV tingué una difícil tria: podia decidir-se per la partició i pau a Europa, o acceptar la voluntat de Carles II i ofendre la resta de nacions europees. Lluís va assegurar a Guillem III que compliria els termes del seu tractat particular i partició dels dominis espanyols. Tanmateix, més tard, Jean-Baptiste Colbert, Marqués de Torcy (nebot de Jean-Baptiste Colbert) va advertir Lluís XIV que si França acceptava una porció de l'herència espanyola, la guerra amb el Sacre Imperi estaria assegurada. Lluís va pensar que en qualsevol cas hi hauria guerra, i que seria més profitós acceptar tota l'herència espanyola. Conseqüentment, quan Carles II va morir l'1 de novembre de 1700, Felip, duc d'Anjou, esdevingué Felip V de Castella.
Els oponents de Lluís XIV acceptaren de mal grat Felip V com a rei d'Espanya. Tanmateix, Lluís va ser massa agressiu. El 1701 va prohibir les importacions angleses a França. Més enllà, Lluís va deixar de reconèixer Guillem III d'Anglaterra com a rei d'Anglaterra, donant suport a les reivindicacions del fill hereu de Jaume II d'Anglaterra, Jaume (III) Estuart (el "Vell Pretendent"). Anglaterra tot seguit es va aliar amb les Províncies Unides, el Sacre Imperi Romà i la majoria dels estats alemanys. Baviera, Portugal i Savoia van ajudar Lluís XIV i Felip V.
La subseqüent Guerra de Successió va durar la major part de la resta del regnat de Lluís XIV. França va tenir alguns èxits a l'inici, però la victòria de John Churchill a la batalla de Blenheim (13 d'agost de 1704) el va forçar a una postura defensiva. Baviera va desvincular-se de la guerra, i Portugal i Savoia es van passar al bàndol contrari. L'aventura li va sortir cara a Lluís XIV. Cap al 1709 havia perdut gairebé tot el poder que França havia aconseguit durant el seu regnat. Alhora que quedava clar que França no aconseguiria tota l'herència espanyola, també semblava clar que els seus oponents no farien fora Felip V d'Espanya.

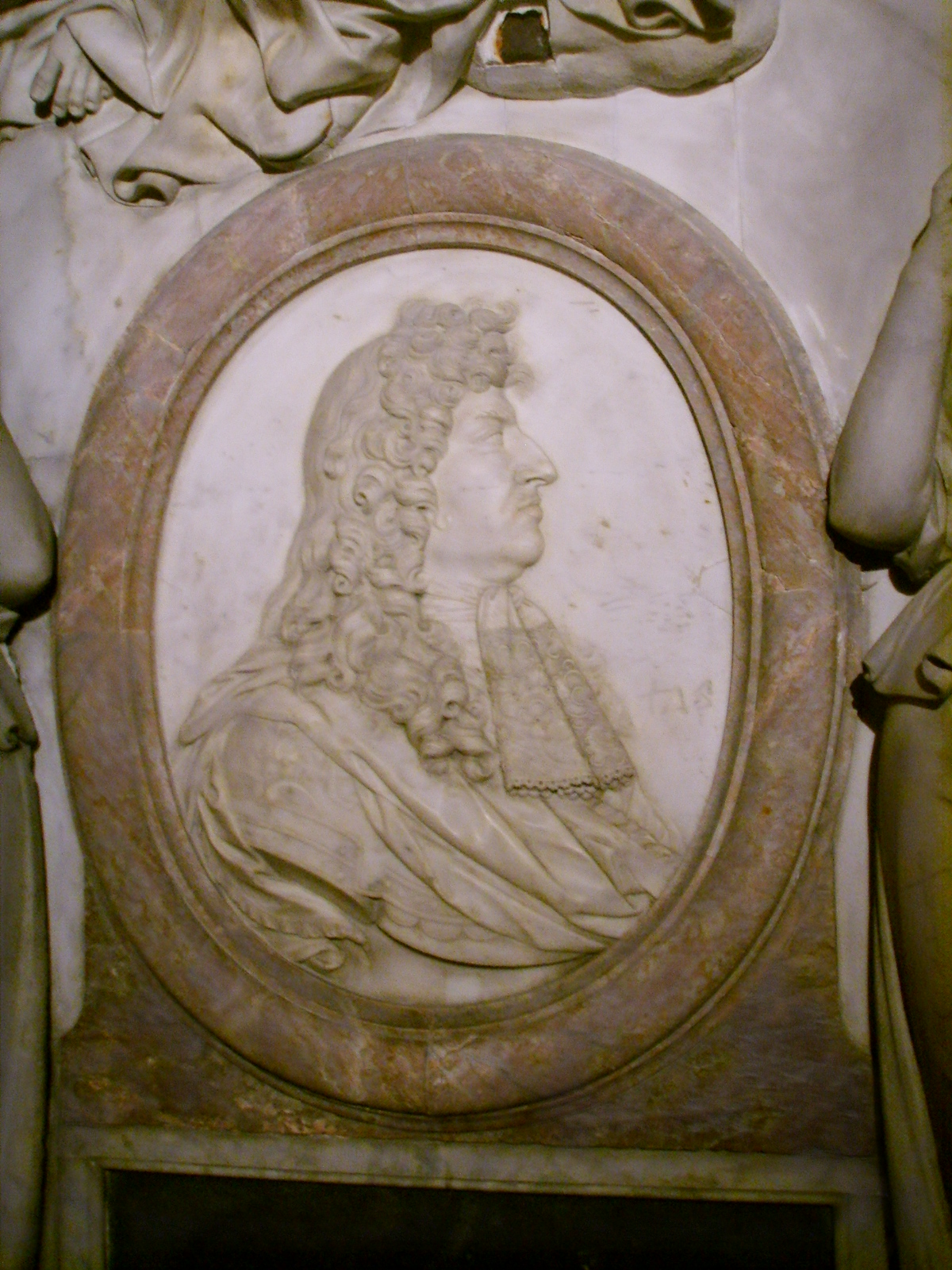
L'efígie de la tomba de Lluís XIV a la cripta reial de la Basílica de Saint-Denis, París.

Lluís XIV i Felip V van fer les paus amb la Gran Bretanya i les Províncies Unides el 1713 al Tractat d'Utrecht. La pau amb l'Imperi es va signar al Tractat de Rastatt el 1714. Es reconeixia a Felip V com a rei d'Espanya i sobirà de les colònies espanyoles, alhora que Felip V declinava qualsevol dret successori sobre la Corona Francesa. Els territoris espanyols als Països Baixos van passar a les Províncies Unides i els d'Itàlia es van perdre en favor de l'Imperi Austríac i Savoia. Lluís va cessar de donar suport a les aspiracions del Vell Pretendent sobre el tron de la Gran Bretanya. Alhora, el Regne Unit aconseguia dues preuades possessions espanyoles a la mediterrània: Gibraltar i l'illa de Menorca, a més d'aconseguir diversos territoris francesos de Nord-amèrica i de trencar el monopoli comercial de Castella a banda i banda de l'Atlàntic. L'equilibri terrestre a Europa quedà restablert però el naval passà a mans de la Gran Bretanya, mentre que França quedava gairebé en la bancarrota.

## Mort
Lluís XIV va morir l'1 de setembre de 1715 de gangrena, pocs dies abans de fer setanta-set anys. El seu cos jau a la Basílica de Saint Denis, a París.
Gairebé tots els fills legítims van morir molt joves. L'únic que va arribar a adult, el seu primer fill Lluís de França, conegut com el «Gran Delfí» va morir el 1711, i va deixar tres fills. El més gran, Lluís de França, va morir el 1712. Així el besnet més gran de Lluís XIV, de cinc anys, el fill del duc de Borgonya, el va succeir. Regnà amb el nom de Lluís XV de França.
Lluís XIV va mirar de restringir el poder del seu nebot, Felip d'Orleans, que per llei esdevindria regent del futur Lluís XV. En lloc d'això, va preferir transferir el poder al fill il·legítim que va tenir amb Madame de Montespan, Lluís August de Borbó, el duc de Maine. La voluntat de Lluís XIV preveia que el duc de Maine seria el guardià de Lluís XV i comandant de la Guàrdia Reial. El duc d'Orleans, això no obstant, es va assegurar l'anul·lació de la voluntat de Lluís XIV a la cort. El duc de Maine, desposseït del títol i del comandament de la Guàrdia Reial, va anar a la presó, mentre que el duc d'Orleans va governar com a regent únic.

## Personalitat i ideari
El Duc de Saint-Simon el descriu així: «No hi havia res que li agradés més que els afalacs, o, per dir-ho més clar, l'adulació; com més ordinària i vulgar fos, més l'entusiasmava […]. La seva vanitat, que va ser perpètuament alimentada —fins i tot per capellans que resaven mirant-li la cara del púlpit estant— va ser la via d'engrandiment dels seus ministres."
Va posar França en una posició dominant a Europa i va continuar engrandint el territori francès. Voltaire el va comparar amb Cèsar August. Alhora, però, no va portar prosperitat a la gent de França. Les nombroses guerres i palaus extravagants van portar la nació a la bancarrota i va fixar elevats impostos sobre els pagesos mentre que la noblesa i la clerecia n'estaven exemptes. Els camperols també s'oposaren a l'absolutisme, i és força clar que la Revolució Francesa va beure d'aquestes fonts el 1789.
Lluís XIV va aconseguir el somni de posar un membre de la dinastia borbònica al tron d'Espanya. La Casa de Borbó va retenir la corona durant la resta del segle xviii, però va ser deposada i restaurada diverses vegades temps després 1808. L'actual rei d'Espanya, Felip VI, és un descendent directe de Lluís XIV.

## Llegat

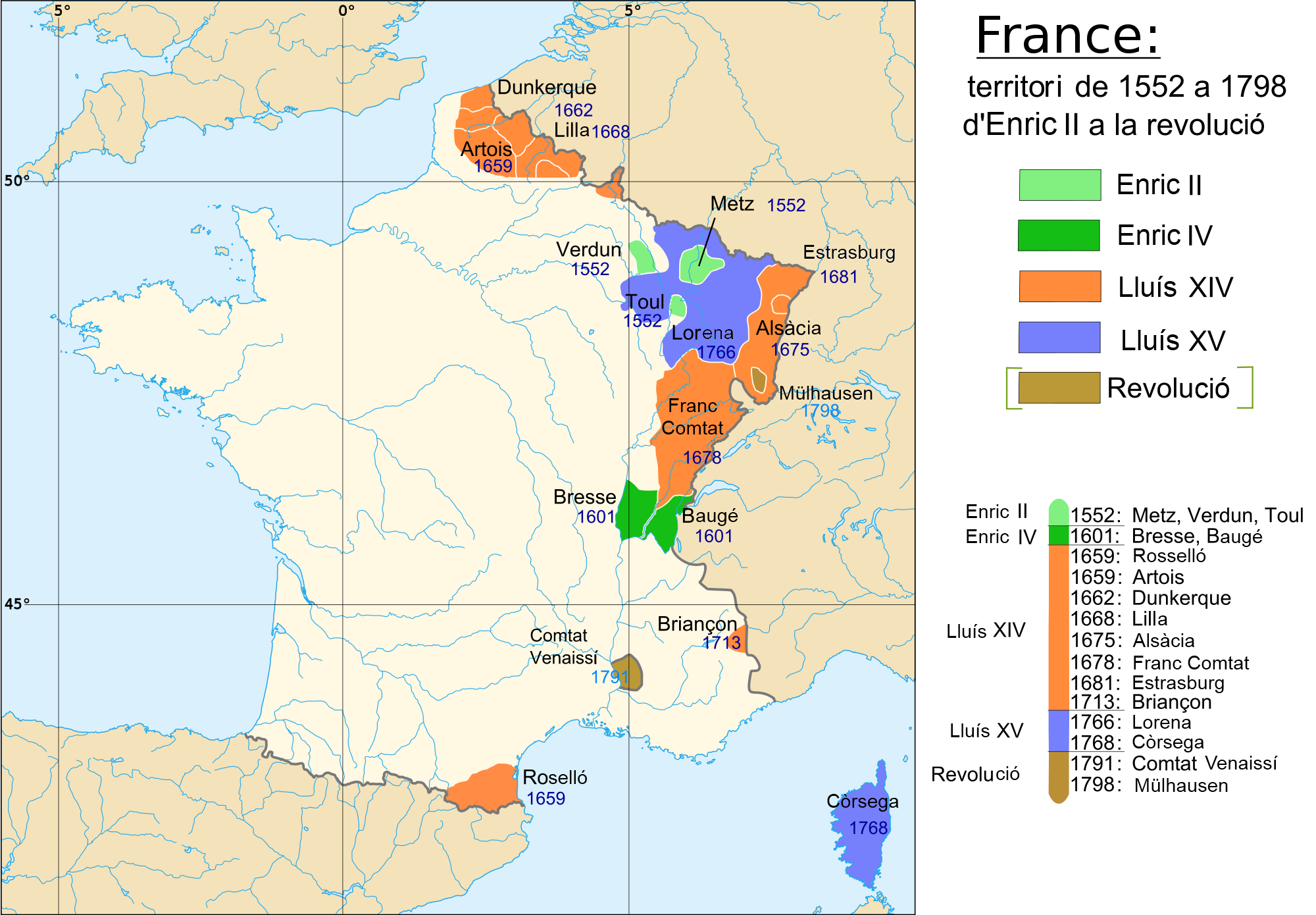
En taronja, guanys territorials de França durant el regnat de Lluís XIV

### Cultural: arquitectura, dansa
Va construir el Palau de Versailles, lluny de París i dels ciutadans del poble.
Va fundar l'Acadèmia Reial de Dansa francesa, per a millorar la tècnica de dansa dels nobles pels balls que ell oferia a la cort. La seva filosofia estava en consonància amb l'Acadèmia Francesa del cardenal Richelieu, en el sentit de voler controlar políticament el coneixement per mitjà de l'escriptura i el control de l'accés a allò recollit per escrit. D'altra banda, dotava la cort, per mitjà de la dansa, dels seus valors absolutistes i classicistes. Els acadèmics (com Louis Pécour, Pierre Beauchamp, Raoul-Auger Feuillet o Charles Compan) van tenir la comanda d'escriure la Chorégraphie i reculls de danses que es van fer servir a partir del segle xx per a reconstruir i recuperar la dansa barroca, predecessora de la dansa clàssica.

### Lingüístic
Continuant l'estratègia d'uniformisme lingüístic a França i de l'obligatorietat d'ús del francès en documents públics, instaurada per Francesc I de França, Lluís XIV constatà l'ús del català en els documents i actes oficials dels territoris cedits a França en el Tractat dels Pirineus: el Rosselló, el Conflent i part de la Cerdanya, i el 2 d'abril de 1700 promulgà un decret en el qual manifestà que considerava l'ús del català com un acte contra la seva sobirania, com també que «l'usage du catalan répugne et est contraire à l'honneur de la nation française» (vegeu vergonha).

### Personatge de literatura i cinema
Lluís XIV apareix als Romanços de d'Artagnan d'Alexandre Dumas. Al complot descrit a Romanços, el darrer dels tres llibres, El Vescomte de Bragelonne, ens parla d'un fictici germà bessó de Lluís XIV que tracta de suplantar el Rei.
A la pel·lícula The Iron Mask, del 1929, basada en El Vescomte de Bragelonne, William Blakewell traeix Lluís i el seu bessó. Louis Hayward va interpretar el paper dels bessons a l'adaptació de 1939, i Leonardo DiCaprio va fer el mateix el 1998.
Els darrers dies del Rei Sol també són recreats a La mort de Louis XIV, d'Albert Serra i Juanola (2016).

### Toponímia
El 1682, l'explorador René Robert Cavelier, Senyor de La Salle, va posar el nom de Louisiane a la desembocadura del riu Mississipi, a Nord-amèrica, en honor seu. Tant el Territori de la Louisiana com l'Estat de Louisiana als Estats Units d'Amèrica van formar-ne part.

## Armes i lema
Lluís XIV tenia el següent lema: «Louis XIV, par la grâce de Dieu roi de France et de Navarre», traduït: «Lluís XIV Rei de França i Navarra per la gràcia de Déu». Armes: «Sobre atzur tres flors de lis d'or (per França). De gules cadena en creu travessada sobre una orla d'or i maragda (per Navarra)».

## Descendència legítima
| Nom                                                     | Naixement              | Mort                   | Notes |
| ------------------------------------------------------- | ---------------------- | ---------------------- | ----- |
| Lluís de França                                         | 1 de novembre, de 1661 | 14 d'abril de 1711     |       |
| Marie-Anne de França, Filla de France                   | 16 de novembre de 1664 | 26 de desembre de 1664 |       |
| Marie-Therese de France, Filla de França                | 2 de gener de 1667     | 1 de març de 1672      |       |
| Philippe-Charles de France, Fill de França, Duc d'Anjou | 5 d'agost de 1668      | 10 de juliol de 1671   |       |
| Louis-François de França, Fill de França, Duc d'Anjou   | 14 de juny de 1672     | 4 de novembre de 1672  |       |

## Descendència il·legítima
Amb Lluïsa de La Vallière va tenir quatre fills:
- Carles (1663 – 1665)
- Felip (1665 – 1666)
- Marianna de Borbó (1666 – 1739), Mademoiselle de Blois, casada amb Lluís Armand de Borbó-Conti (II príncep de Conti) (1661 – 1685).
- Lluís de Borbó (1667 – 1683).

Amb Madame de Montespan va tenir set fills:
- Lluïsa Francesca (1669 – 1672)
- Lluís August de Borbó (1670 – 1736), duque de Maine, casat amb Anne-Louise Bénédicte de Bourbon-Condé (1676 – 1753).
- Lluís Cèsar de Borbó (1672 – 1683).
- Lluïsa Francesca de Borbó (1673 – 1743), casada amb Lluís III de Borbó-Condé (1668 – 1710).
- Lluïsa Maria Anna de Borbó (1674 – 1681).
- Francesca Maria de Borbó (1677 – 1749), casada amb Felip III d'Orleans (1674 – 1723).
- Lluís Alexandre de Borbó (1678 – 1737), casat amb Maria Victòria de Noailles (1688 – 1766).

## Personalitats de la cort i època
- Anna d'Espanya
- Cardenal Mazzarino
- Lluís II de Condé
- Jean-Baptiste Colbert
- Nicolas Fouquet
- Molière
- Michel Le Tellier
- François Michel Le Tellier, marqués de Louvois
- Madame de Montespan
- Françoise d'Aubigné, marquesa de Maintenon
- Sébastien Le Prestre, el marquès de Vauban
- Henri de la Tour d'Auvergne-Bouillon, vescomte de Turenne
- Maria Teresa d'Àustria
- Gabriel Nicolas de la Reynie
- Louis de Rouvroy, duc de Saint-Simon
- Charles Le Brun, pintor oficial de Lluís XIV
- Jean-Baptiste Lully
- Felip d'Orleans
- Elisabet Carlota del Palatinat
- Armand de Gramont, comte de Guiche.

### Militar
- Dessert, Daniel: La Royale - Vaisseaux et marins du Roi-Soleil, Paris 1996
- Lynn, John A.: Giant of the Grand Siècle - The French Army 1610-1715, New York 1997
- Lynn, John A.: The French Wars 1667 - 1714, The Sun King at War, Oxford 2002
- Lynn, John A.: The Wars of Louis XIV. 1667 – 1714, London 1999. ISBN 0-582-05629-2 (sehr empfehlenswert)
- Sonnino, Paul: Louis XIV. and the origins of the Dutch War, Cambridge 1988